# Emmanuelle Arsan
Marayat Rollet-Andriane, nascida como Marayat Bibidh (Banguecoque, 19 de janeiro de 1932 – Chantelouve,12 de junho de 2005, foi uma romancista francesa de origem euro-asiática.
É mais conhecida pela personagem Emmanuelle (sob o pseudónimo Emmanuelle Arsan), uma mulher que está envolvida em uma exploração de sua própria sexualidade em diferentes circunstâncias. É a autora do livro Emmanuelle, the Joys of a Woman, uma autobiografia erótica que inspirou diversos filmes com título homônimo.
Marayat Rollet-Andriane morreu na sua própria casa em Chantelouve em 2005, após uma longa doença.

## Obras
- Emmanuelle – Eric Losfeld (edição clandestina), 1959
- Emmanuelle L'Anti-vierge – Eric Losfeld (edição clandestina),  1960
- Emmanuelle Livre 1 – La leçon d'homme - Paris, Eric Losfeld, Le Terrain Vague,  1967
- Emmanuelle Livre 2 – L'anti-vierge – Paris, Eric Losfeld, Le Terrain Vague,  1968
- Epître à Paul VI (Lettre ouverte au pape, sur la pilule) - Paris, Eric Losfeld, 1968
- Emmanuelle Livre 3 – Nouvelles de l'érosphère – Paris, Eric Losfeld, Le Terrain Vague,  1969
- Dessins érotiques de Bertrand vol. 1- Pistils ou étamines, une liesse promise - Paris, Eric Losfeld, 1969
- Dessins érotiques de Bertrand vol. 2 - Paris, Eric Losfeld, 1971
- Mon "Emmanuelle", leur pape, et mon Éros – Paris, Christian Bourgois, 1974
- Emmanuelle Livre 4 - L'hypothèse d'Éros – Paris, Filipacchi, 1974
- Emmanuelle Livre 5 - Les enfants d'Emmanuelle – Paris, Opta, 1975
- Laure – Paris, Pierre Belfond, 1976
- Néa – Paris, Opta, 1976
- Toute Emmanuelle - Paris, Pierre Belfond, 1978
- Vanna – Paris, Pierre Belfond, 1979
- Emmanuelle à Rome - Toulouse, Livre d'Oc, 1979
- Une nuit (Sainte louve) - Paris, Pierre Belfond,  1983
- Les soleils d'Emmanuelle - Paris, Pierre Belfond, 1988
- Emmanuelle – Paris, Robert Laffont/Jean-Jacques Pauvert, 1988. Versão definitiva
- Les Débuts dans la vie - Paris, Le Grand Livre du mois, 1989
- Valadié - Paris, Editions Lignes,  1989
- Chargée de mission - Paris, Pierre Belfond,  1991
- Bonheur - Les Cahiers de l'Égaré,  1993
- Aurélie - Paris, Pierre Belfond, 1994
- La siamoise nue - Paris, Le Cercle, 2003
- Bonheur 2 - Les Cahiers de l'Égaré,  2008
- Parce qu'ils ne pouvaient pas s'en empêcher dans Disparition de Michel Bories, Les Cahiers de l'Égaré, 2008